# Adele Jergens
Adele Jergens (Nueva York, 26 de noviembre de 1917-Camarillo, 22 de noviembre de 2002) fue una actriz estadounidense.

## Biografía
Nacida en Brooklyn, Nueva York, como Adele Louisa Jurgens (algunas fuentes mencionan su apellido como Jurgenson), saltó a la fama a finales de la década de 1930, cuando fue nombrada "Miss Más Bella del Mundo" en la Feria Mundial de Nueva York de 1939. A principios de la década de 1940, trabajó brevemente como Rockette y fue nombrada la showgirl número uno de Nueva York.
Tras trabajar unos años como modelo y corista, y ser suplente de Gypsy Rose Lee en el espectáculo de Broadway Star and Garter en 1942, Jergens consiguió un contrato cinematográfico con Columbia Pictures en 1944 y se tiñó su pelo castaño de rubio.
Al principio de su carrera, solía interpretar el papel de una fulana rubia o una bailarina de burlesque, como en Down to Earth, protagonizada por Rita Hayworth (1947), y The Dark Past, protagonizada por William Holden (1948).
Interpretó a la madre de Marilyn Monroe en Ladies of the Chorus (1948) a pesar de ser sólo nueve años mayor que Monroe. Interpretó a una bailarina exótica en Armored Car Robbery y a la chica de un criminal en Try and Get Me! (ambas en 1950), y apareció en la película Abbott and Costello Meet the Invisible Man (1951).
Tuvo un papel en The Cobweb (1955), dirigida por Vincente Minnelli y protagonizada por Richard Widmark y Lauren Bacall. Trabajó en el programa radiofónico de la década de 1950 Stand By for Crime como Carol Curtis junto a su marido en la vida real Glenn Langan como Chuck Morgan.

## Vida privada
En 1949, durante el rodaje de Treasure of Monte Cristo, una película de cine negro ambientada en San Francisco, conoció a Glenn Langan, su compañero de reparto, y se casó con él. Estuvieron casados hasta la muerte de Glenn, a causa de un linfoma, el 26 de enero de 1991, a los 73 años.
Tuvieron un hijo, Tracy Langan, que llegó a trabajar en Hollywood como técnico de cine. Tracy murió de un tumor cerebral en 2001.
Adele Jergens-Langan se retiró de las pantallas en 1956 y falleció el 22 de noviembre de 2002 a causa de una neumonía en su casa de Camarillo (California), cuatro días antes de cumplir 85 años.
Fue enterrada junto a su marido y su hijo en el cementerio Oakwood Memorial Park de Chatsworth, bajo una lápida con el nombre de Langan.